# Campionati asiatici di atletica leggera indoor 2024
Gli XI Campionati asiatici di atletica leggera indoor si sono svolti a Teheran in Iran dal 17 al 19 febbraio 2024.

## Nazionali partecipanti
Tra parentesi è indicato il numero di atleti.
- Afghanistan (5)
- Arabia Saudita (8)
- Bangladesh (5)
- Cina (14)
- Corea del Nord (1)
- Corea del Sud (3)
- Filippine (2)
- Giappone (14)
- Hong Kong (14)
- India (13)
- Iran (79)
- Iraq (11)
- Kazakistan (30)
- Kirghizistan (5)
- Kuwait (6)
- Libano (1)
- Macao (5)
- Maldive (2)
- Oman (3)
- Pakistan (3)
- Qatar (7)
- Singapore (1)
- Tagikistan (4)
- Thailandia (4)
- Turkmenistan (5)
- Uzbekistan (11)

## Risultati

### Uomini
| Specialità | Oro                                                                        | Prestazione | Argento                                                                                       | Prestazione | Bronzo                                                                    | Prestazione   |
| 60 m | Ali Anwar Al-Balushi                                                       | 6"52        | Shuhei Tada                                                                                   | 6"56        | Jo Kum Ryong                                                              | 6"66          |
| 400 m | Sajad Aghaei                                                               | 47"95       | Mohammad Jahir Rayhan                                                                         | 48"10       | Yasir Ali Al-Saadi                                                        | 48"40         |
| 800 m | Ebrahim Al-Zofairi                                                         | 1'46"80     | Sobhan Ahmadi                                                                                 | 1'47"04     | Abubaker Haydar Abdalla                                                   | 1'47"74       |
| 1500 m | Nursultan Keneshbekov                                                      | 3'49"10     | Abdirahman Saeed Hassan                                                                       | 3'49"31     | Ali Amirian                                                               | 3'49"33       |
| 3000 m | Nursultan Keneshbekov                                                      | 8'08"85     | Amir Zamanpour                                                                                | 8'09"58     | Maxim Frolovskiy                                                          | 8'17"17       |
| 60 m ostacoli | David Yefremov                                                             | 7"60 =      | Qin Weibo                                                                                     | 7"63        | John Cabang                                                               | 7"64          |
| Staffetta 4 × 400 m | Kazakistan Andrey Sokolov Elnur Mukhitdinov Vyacheslav Zems Yefim Tarassov | 3'12"05     | Iraq Taha Hussein Yaseen Ihab Jabbar Hashim Mohammed Abdulridha al-Tameemi Yasir Ali al-Saadi | 3'12"09     | Iran Arash Sayyari Mir Mohammad Taleei Mohammad Sajjad Aghaei Ali Amirian | 3'13"96       |
| Salto in alto | Ryoichi Akamatsu                                                           | 2,19 m      | Yuto Seko                                                                                     | 2,19 m      | Mahfuzur Rahman Ma Jia                                                    | 2,15 m 2,15 m |
| Salto con l'asta | Zhong Tao                                                                  | 5,65 m      | Song Haoyang                                                                                  | 5,60 m      | Hussain Al-Hizam                                                          | 5,55 m        |
| Salto in lungo | Zhang Mingkun                                                              | 7,97 m      | Yuto Toriumi                                                                                  | 7,89 m      | Daiki Oda                                                                 | 7,76 m        |
| Salto triplo | Su Wen                                                                     | 16,76 m     | Kim Jangwoo                                                                                   | 16,37 m     | Ivan Denisov                                                              | 16,18 m       |
| Getto del peso | Tajinderpal Singh Toor                                                     | 19,72 m     | Ivan Ivanov                                                                                   | 19,08 m     | Mehdi Saberi                                                              | 18,74 m       |
| Eptathlon | Yuma Maruyama                                                              | 5 767 p.    | Zakhiriddin Shokirov                                                                          | 5 353 p.    | Amir Mehdi Hanifeh                                                        | 5 124 p.      |
| record mondiale; record mondiale stagionale; record asiatico; record dei campionati; record nazionale; record personale; record personale stagionale. |                                                                            |             |                                                                                               |             |                                                                           |               |

## Donne
| Specialità | Oro                                                                        | Prestazione | Argento                                                           | Prestazione | Bronzo                                                                            | Prestazione |
| 60 m | Farzaneh Fasihi                                                            | 7"20 =      | Olga Safronova                                                    | 7"35        | Supanich Poolkerd                                                                 | 7"38        |
| 400 m | Nanako Matsumoto                                                           | 55"14       | Nazanin Fatemeh Eidian                                            | 55"33       | Kazhan Rostami                                                                    | 55"35       |
| 800 m | Toktam Dastarbandan                                                        | 2'09"17     | Negin Azari Edalat                                                | 2'11"43     | Akbayan Nurmamet                                                                  | 2'13"10     |
| 1500 m | Harmilan Bains                                                             | 4'29"55     | Ainuska Kalil Kyzy                                                | 4'35"29     | Aiana Bolatbekkyzy                                                                | 4'37"20     |
| 3000 m | Yuma Yamamoto                                                              | 9'16"71     | Ankita Dhyani                                                     | 9'26"22     | Ainuska Kalil Kyzy                                                                | 9'27"18     |
| 60 m ostacoli | Jyothi Yarraji                                                             | 8"12        | Asuka Terada                                                      | 8"21        | Lui Lai Yiu                                                                       | 8"26        |
| Staffetta 4 × 400 m | Kazakistan Adelina Zems Anna Shumilo Mariya Shuvalova Kristina Kondrashova | 3'41"08     | Iran Kazhan Rostami Shahla Mahmoudi Maryam Mohebi Nazanin Fatemeh | 3'41"72     | Uzbekistan Laylo Allaberganova Lidiya Podsepkina Nurxon Ochilova Ogiloy Norboyeva | 4'12"43     |
| Salto in alto | Elizaveta Matveeva                                                         | 1,86 m      | Shao Yuqi                                                         | 1,86 m      | Lu Jiawen                                                                         | 1,83 m      |
| Salto con l'asta | Li Ling                                                                    | 4,51 m      | Niu Chunge                                                        | 4,41 m      | Mahsa Mirzatabibi                                                                 | 4,10 m      |
| Salto in lungo | Xiong Shiqi                                                                | 6,55 m      | Tan Mengyi                                                        | 6,50 m      | Yue Nga Yan                                                                       | 6,45 m      |
| Salto triplo | Chen Jie                                                                   | 13,63 m     | Zeng Rui                                                          | 13,61 m     | Mariya Ovchinnikova                                                               | 13,48 m     |
| Getto del peso | Sun Yue                                                                    | 17,65 m     | Malika Nasreddinova                                               | 15,42 m     | Elham Hashemi                                                                     | 14,27 m     |
| Pentathlon | Zheng Ninali                                                               | 4 130 p.    | Fatemeh Mohitizadeh                                               | 3 970 p.    | Alina Chistyakova                                                                 | 3 818 p.    |
| record mondiale; record mondiale stagionale; record asiatico; record dei campionati; record nazionale; record personale; record personale stagionale. |                                                                            |             |                                                                   |             |                                                                                   |             |

## Medagliere
Legenda
     La nazione ospitante è evidenziata
| Posiz. | Nazione        | Oro | Argento | Bronzo | Totale |
| ------ | -------------- | --- | ------- | ------ | ------ |
| 1      | Cina           | 8   | 6       | 2      | 16     |
| 2      | Giappone       | 4   | 4       | 1      | 9      |
| 3      | Kazakistan     | 4   | 2       | 5      | 11     |
| 4      | Iran           | 3   | 6       | 7      | 16     |
| 5      | India          | 3   | 1       | 0      | 4      |
| 6      | Kirghizistan   | 2   | 1       | 1      | 4      |
| 7      | Kuwait         | 1   | 0       | 0      | 1      |
| 7      | Oman           | 1   | 0       | 0      | 1      |
| 9      | Uzbekistan     | 0   | 2       | 2      | 4      |
| 10     | Bangladesh     | 0   | 1       | 1      | 2      |
| 10     | Iraq           | 0   | 1       | 1      | 2      |
| 10     | Qatar          | 0   | 1       | 1      | 2      |
| 13     | Corea del Sud  | 0   | 1       | 0      | 1      |
| 14     | Hong Kong      | 0   | 0       | 2      | 2      |
| 15     | Arabia Saudita | 0   | 0       | 1      | 1      |
| 15     | Corea del Nord | 0   | 0       | 1      | 1      |
| 15     | Filippine      | 0   | 0       | 1      | 1      |
| 15     | Thailandia     | 0   | 0       | 1      | 1      |
| Totale | Totale         | 26  | 26      | 27     | 79     |